# Добронравов Іван Федорович
Іван Федорович Добронравов (нар. 2 червня 1989, Вороніж, РРФСР, СРСР) — російський кіноактор . Став широко відомий після участі в драмі режисера Андрія Звягінцева «Повернення», знятої в 2003 році за підтримки телеканалу «РЕН ТВ» та гран-прі Венеційського кінофестивалю — «Золотий лев». Випускник Щукінського училища (курс Юрія Ніфонтова).

## Родина
- Батько — актор Федір Вікторович Добронравов — знімався разом зі своїм сином у серіалі «Кадети» у ролі батька суворовця Перепічка. В українському телевізійному серіалі «Свати 4» Іван Добронравов у ролі міліціонера затримує Івана Будька, якого зіграв батько. Також Федір Добронравов знімався у фільмі «Мами» у ролі отця Івана.
- Мати — Ірина Добронравова, працювала вихователем у дитячому садку.
- Старший брат — актор Віктор Добронравов .
- Дружина — Ганна Добронравова (весілля відбулося 24 грудня 2017 року[2]).
- Донька — Вероніка Іванівна Добронравова (нар. 2018)[3] .

## Фільмографія

### Ролі у фільмах
- 2003 — Повернення — Іван, молодший брат
- 2009 — Коротке замикання — швець
- 2010 — Перемир'я — Єгор Матвєєв
- 2010 — Стомлені Сонцем 2: Передстояння
- 2011 — Будинок — Андрій Шаманов
- 2011 — Зв'язок речей — він (короткометражний)
- 2012 — День Перемоги (короткометражний)
- 2012 — Чемпіони з підворіття — Бодя
- 2012 — Іуда — Матвій
- 2012 — Мами (новела «Парашут») — Петро
- 2013 — Гагарін. Перший у космосі — Борис Волинов
- 2014 — Лабіринти долі — Пашка
- 2015 — Москва Мама Монреаль — Антон (короткометражний)
- 2016 — Країна чудес — Саша, наречений
- 2016 — Людина з майбутнього
- 2017 — Не мій (короткометражний) — Вадим
- 2017 — Долоня (короткометражка) — Сева
- 2018 — Купи мене — Мишко
- 2018 — Атака мерців: Осовець — підпоручик Котлинський
- 2020 — Хто-небудь бачив моє дівчисько? — Толік
- 2020 — Від печалі до радості — Пашка Трифонов
- 2020 — Здалося (короткометражка) — Олександр Аксьонов
- 2020 — Золотий тато — Дуванов
- 2021 — Єврей — Смолов
- 2022 — Безсмертні — Городецький у молодості
- 2022 — За нас з вами — Олег Рутковський, аспірант
- 2022 — Мікулай — Іван

### Ролі у телесеріалах
- 2001 — Шукачі — Веніамін Грушин
- 2002 — Тайга. Курс виживання — Максим
- 2006 — Кадети. 1 сезон — суворовець Андрій Леваков
- 2010 — Свати 4 — міліціонер, який затримував Івана Будько
- 2011 — Ялта-45 — Рябець («Рябчик»), чистильник взуття, бандит-диверсант
- 2012 — Бідні родичі — Михайло Бондарєв
- 2013 — Пристрасті по Чапаю — Олексій Ніконов, червоноармієць
- 2013 — Кремінь. Визволення
- 2013 — Легенди про Коло — Матвій Жженов
- 2013 — Свиридові — Іван Свиридов
- 2013 — Кохання на мільйон — Олег Шишкін
- 2014 — Катерина — Пімен
- 2015 — Метод — Павлік Толмачов
- 2015 — Біжуча від кохання — Діма (роль другого плану)
- 2016 — Вийти заміж за Пушкіна — Паша Суріков, чоловік Наді
- 2017 — Полювання на диявола — Андрій Олексійович Кольцов, лінгвіст-репетитор
- 2018 — Вільна грамота — Борис
- 2018 — Вокально-кримінальний ансамбль — Паша «Паштет» (барабанщик групи)
- 2020 — Заколот — Воронов, слідчий ВЧК
- 2021 — Теорія ймовірності (Гравець) — Артем, математик
- 2022 — Передостання інстанція — Дачник у молодості
- 2022 — ЗАГРОЗА: Трепалов і Гаманець
- 2022 — Нульовий пацієнт — Іван
- 2022 — Начальник розвідки — Захар Назаров
- 2022 — РАЙцентр — Вася
- 2023 — Стрім — Михайло Вікторович, трудовик
- 2023 — Віка-ураган — Олексій («Карлсон»)
- 2024 — Етерна — батько Герман

## Театр
Театр Антона Чехова
- 2014 — «Парка», п'єса Н. Фостера, роль — Дрю (режисер Леонід Трушкін)
- 2019 — «На посадку» за п'єсою А. н. Островського «На всякого мудреця досить простоти», головна роль — Єгор Глумов (режисер Леонід Трушкін). Номінант премії «Зірка Театралу» за найкращу чоловічу роль.

Продюсерський центр «Федір Добронравов»
- 2017 — «Чудики» за мотивами оповідань Василя Шукшина (реж. Олександр Назаров)

## Критика
Після виходу фільму Андрія Звягінцева «Повернення», який отримав п'ять призів Венеційського кінофестивалю, включаючи гран-прі — «Золотого лева», про героя Івана Добронравова писали, що в цьому «круглолицему упрямцю живе чоловіча воля» . У картині Світлани Проскуріної «Перемир'я» актор створив інший образ: «У Єгора — лагідні очі юнака Варфоломія. Собою гарний, простодушний і довірливий по-дитячому» .

## Нагороди
- Перемога у номінації «Найкращий актор» (разом із Костянтином Лавроненко та Володимиром Гаріним) на Міжнародному кінофестивалі в Хіхоні (Іспанія) за роль у фільмі «Повернення»[6] .
- Лауреат Відкритого російського кінофестивалю «Кінотавр» у номінації «Найкраща чоловіча роль» (2010 рік, фільм «Перемир'я»)[7] .